# Danses espanyoles (Granados)
Les Danses Espanyoles, op. 37, per a piano és un cicle de dotze peces pianístiques compostes per Enric Granados escrites entre els anys 1888 i 1889. L'obra es troba dins del seu període de la música de saló (1886-1892) i nacionalista (1893-1899). El conjunt de danses està inspirat en el folklore espanyol i es consideren una gran aportació a la música nacionalista espanyola per a piano del segle xix, juntament amb altres obres per a piano del compositor com les Goyescas.

## Període compositiu
S'ha estès una gran confusió al voltant del període de composició de les danses; situat entre el 1883 i el 1889. Segons Henri Collet, Granados les va escriure majoritàriament durant la seva estada a París entre el setembre de 1887 i el juliol de 1889 i, tot i que una carta escrita del compositor insinua la data 1883, sembla poc versemblant que les hagués compost als 16 anys i fa suposar que la darrera xifra no era un 3 sinó un 8. L'any següent les hauria acabat quan va tornar a Barcelona i poc després s'hauria posat en contacte amb l'editorial Casa Dotesio per a la seva publicació.
Quan Granados va tornar a Barcelona, l'any 1889, va continuar component peces de saló curtes en un estil similar al de París, escrites per a pianistes aficionats i publicades en revistes d'interès i elevada difusió a Barcelona.

## Trets estilístics i compositius
Les dotze danses tenen reminiscències del folklore espanyol, tot i això no estan inspirades en temes folklòrics, sinó que s'utilitzen i sublima trets espanyols ja recurrents en la seva música i que configuren el seu caràcter propi.
El compositor utilitza estructures harmòniques molt característiques, com poden ser la freqüent juxtaposició d'harmonies modals i tonals o l'ambigüitat harmònica que generen les cadències finals sobre la dominant (tret característic de la seva joventut però que només apareix en l'Arabesca, n.11 de les Danses Espanyoles). Tot i això, en una major part les danses estan escrites en forma ternària i es mouen dins la seva tonalitat.
Pel que fa a les estructures formals de les danses són generalment disperses i sense cohesió; tret que ja configura la personalitat pròpia del compositor.
Una de les majors habilitats del compositor era la improvisació, que era la seva forma d'expressió més natural i que es pot sentir latent en les seves composicions. Segons Natalia Granados, filla del compositor, el seu pare improvisava contínuament, generant noves versions de les seves pròpies composicions. Sembla que sovint publicava les obres abans que estiguessin acabades, forçat per necessitats econòmiques, i posteriorment les corregia.
La seva música no estableix un nou estil, sinó que està ancorada a l'estil interpretatiu de la darrera meitat del s. XIX.

## Les dotze Danses Espanyoles
Les dotze Danses Espanyoles van ser editades pels voltants del 1890 en quatre volums que contenien tres danses cadascun. Alicia de Larrocha considera que Granados no va posar títol a les danses, a excepció de la Villanesca i la Valenciana, i que els altres títols van aparèixer posteriorment.

### Volum I

#### Dansa espanyola núm. 1:Galante
És un minuet en Sol major que el compositor va dedicar a la seva futura esposa Amparo Gal. S'inicia amb una secció d'Allegro que modula a mode menor; seguida d'una secció central més reposada, Poco Andante i que retorna a la part inicial.

#### Dansa espanyola núm. 2: Oriental
Es tracta d'una dansa escrita en Do menor que el compositor va dedicar a Don Juan Martí, de relació desconeguda amb Granados. La primera secció és un Andante en el qual la mà esquerra dibuixa un acompanyament, mentre que la dreta entona la melodia. La secció central, Lento assai, té un caire líric sentimental.

#### Dansa espanyola núm. 3:Fandangoo Danza gallega
Té un tempo Energico i està en Re Major. Té un elevat sentit rítmic que contrasta amb elements lírics que hi apareixen intercalats. La dansa està dedicada a Joaquín Vancells, pintor i amic del compositor.

### Volum II

#### Dansa espanyola núm. 4:Villanesca
Inspirada i dedicada a Torquato Tasso, escriptor, periodista i pare d'una deixebla del compositor. És de caràcter cortesà i també té un caire popular. La indicació del tempo Allegretto, alla pastorale indica el seu aire pastoril i molt melòdic.

#### Dansa espanyola núm. 5:Andaluzao Playera
Dedicada a Alfredo G. Faria, escriptor, periodista i gran amic de Granados. La seva dinàmica és d'Andantino, quasi Allegretto marca el seu caràcter que recorda al flamenc en determinades seccions. La dansa també està caracteritzada pel que fa a la mà esquerra, que recorda al puntejat de la guitarra.

#### Dansa espanyola núm. 6:Rondalla Aragonesa
Dedicada a D. Murillo, la relació amb el qual es desconeix. Amb tempo Allegretto, poco a poco scherzando. És una jota amb tres seccions clarament diferenciades; la central recorda a una copla.

### Volum III
Tot el volum està dedicat enterament a M. Cesar Cui, destacat compositor rus. Està compost per les següents danses:

#### Dansa espanyola núm. 7:Valenciana o Calesera
Es tracta d'un Allegro airoso caracteritzat pels seus acords sincopats que evoquen el ball popular. N'existeixen dues versions, la primera editada per Dotesio i la segona i definitiva, reflectida als enregistraments que el compositor va realitzar a Duo-Art Reproducing Piano i Welte-Mignon, Odeon i UME-G amb correccions del mateix compositor. La segona versió conté nous dibuixos melòdics, ritmes diferents i un nou final. Aquesta segona versió és la que el compositor va transmetre als seus deixebles, entre d'altres, Alícia de Larrocha i Frank Marshall.

#### Dansa espanyola núm. 8:Sardana
De tempo Assai moderato que utilitza el compositor com a homenatge a la seva terra. Es caracteritza per la seva melodia variada i original.

#### Dansa espanyola núm. 9:Romántica
De tempo Molto allegro brillante i en Si bemoll Major. Se li han trobat relacions amb el chotis o el zortzisco basc.

### Volum IV
Tot el volum està dedicat enterament "S.A.R." (Su Alteza Real - la Infanta Isabel de Borbón). Està compost per les següents danses:

#### Dansa espanyola núm. 10:Melancólica
De tempo Allegretto, la dansa escrita en Sol Major és una de les més difoses del cicle.

#### Dansa espanyola núm. 11:Arabesca
De tempo Largo a piacer i és una dansa amb reminiscències de la música d'arrels morisques que Granados combina amb altres elements estilístics propis.

#### Dansa espanyola núm. 12:Bolero
Té reminiscències de la música morisca, com l'anterior dansa.

## Interpretació i influències
Les seves primeres experiències com a pianista en el Cafè de les Delícies van influir no només en la seva manera de tocar, sinó també en les seves composicions de l'època.
L'obra es caracteritza per la tècnica, sonoritat i l'ús tan característic que el compositor feia del pedal, el qual en els seus concerts internacionals era reconegut per la seva força, les seves octaves perfectes, el ritme subtil i passió. En el seu debut en el Teatre Líric l'any 1890, va estrenar les Danses Espanyoles, una de les seves primeres obres mestres. Aquesta obra, de caràcter nacionalista, es pot considerar escrita per molts com en l'estil de saló. Però si fos així seria una de les obres més sofisticades per a saló que s'hagin escrit.
El mateix compositor s'havia donat a conèixer tocant les seves pròpies obres, tot i que també fou intèrpret de peces d'altres compositors, especialment de Chopin i de Schumann, compositors molt influents en Granados. La seva tècnica amb el piano li va permetre compondre per aquest instrument amb molta facilitat. Tot i no utilitzar recursos tècnics com els virtuosístics de Liszt, per poder interpretar la música de Granados cal molta subtilesa.
Alguns entesos han establert analogies entre la Dansa Espanyola n.3 (Fandango) i Grillen (Phantiasiestûcke op. 12, n.4) de Schumann. Però la similitud més gran entre aquests compositors la trobem en l'alteració constant de les emocions expressades a través de riques harmonies en la seva música.

## Valoracions i crítiques
Segons César Cui, al qual Granados dedicà el tercer volum de les danses, aquestes són "exquisides" i va quedar impressionat per la seva "rica expressió popular". Massenet afirmà que amb aquesta obra Granados havia pogut captar la puresa de formes de la dansa espanyola i s'havia configurat com el "Grieg espanyol".

## Obres relacionades
Enric Granados va cultivar amb fruïció el gènere de la música per a piano i entre les seves obres més destacades hi trobem justament altres composicions per a piano com poden ser les Goyescas o els Valsos poètics.